# مارتن ونايت (كاتب)
مارتن ونايت (بالإنجليزية: Martin Knight)‏ هو كاتب بريطاني، ولد في 21 ديسمبر 1957 في إبسوم في المملكة المتحدة.